# Élée
Pour les articles homonymes, voir Élée (homonymie) et Velia.
Élée (en grec ancien Ελέα) ou Vélia pour les Romains (en latin Velia) était une cité grecque de la côte tyrrhénienne, en Campanie, près du golfe de Salerne. C'est ici que fut créée l'école éléatique, école philosophique fondée par Parménide et Xénophane et suivie par Zénon d'Élée et Mélissos.
D'un point de vue administratif, l'actuelle Velia est une frazione de la commune italienne d'Ascea, Ascea-Velia depuis 2003 (province de Salerne) et compte environ un millier d'habitants. Velia ne doit pas être confondue avec Novi Velia, une commune qui est proche.

## Histoire
Élée fut fondée vers 535 av. J.-C. par les Grecs de Phocée qui fuyaient l'invasion des Perses en Anatolie. La création de la cité est, comme d'autres, rapportée par Strabon dans sa Géographie, ainsi que par Hérodote. Ces colons rejoignirent les autres colonies de l'Italie du Sud qui formaient la Grande-Grèce. Élée resta indépendante longtemps comme beaucoup de cités en Italie. Vers 275 av. J.-C., elle devient l'alliée de Rome. La cité fut abandonnée au Moyen Âge. Et de nos jours, le site archéologique se trouve dans la commune d'Ascea, dans le parc national du Cilento et du Val de Diano.

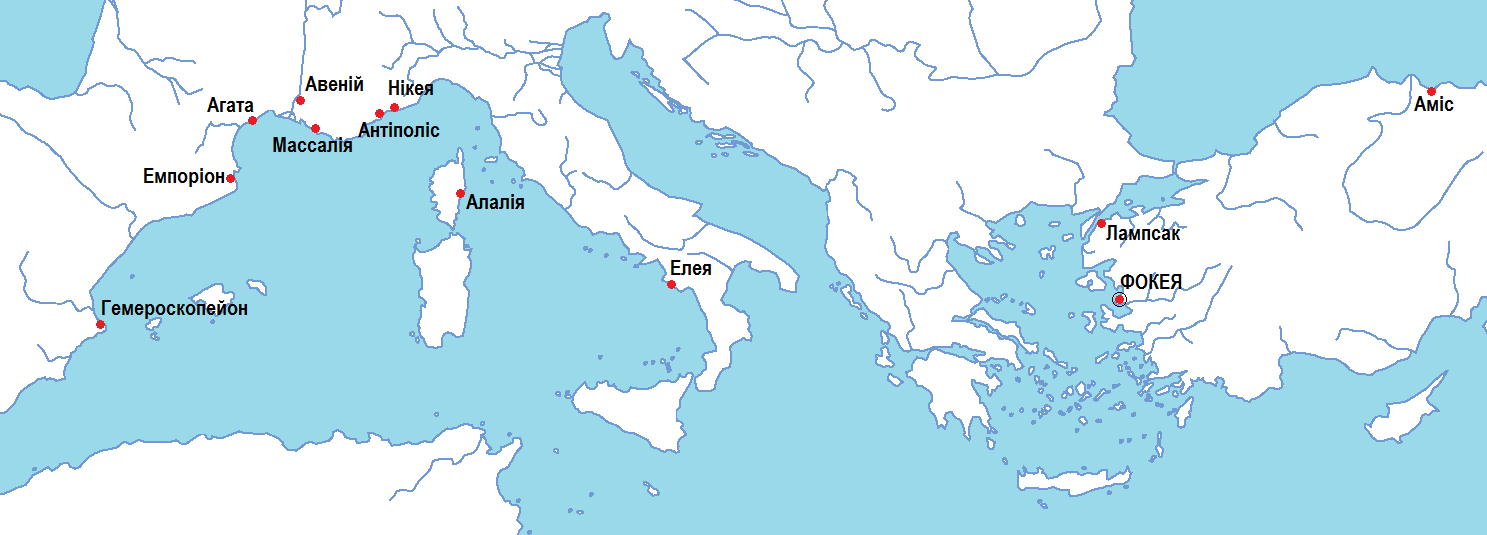
Colonies Phocéennes de la Grèce antique.

### Vestiges
Des vestiges des murs de la ville, avec des traces d'une porte et de plusieurs tours, d'une longueur totale de plus de trois miles, existent encore et appartiennent à trois périodes différentes, pour lesquelles le calcaire cristallin local a été utilisé. Il reste quelques vestiges de citernes sur le site, et, diverses traces d'autres constructions.

### Fouilles archéologiques
Lors d'une précédente recherche un petit temple avait été mis au jour datant du Ve siècle sur l'emplacement de l'acropole.
La campagne récente de juillet 2021, toujours sur la partie haute de la ville, a permis de mettre au jour un second temple de grande dimension de 18 m de long par 7 de large. Ce bâtiment plus ancien, est daté de 540 ou 530 avant notre ère.
De nombreux objets ont été découverts dans son périmètre dont des céramiques peintes, des vases portant une inscription grecque signifiant "sacrée" et des fragments métalliques d'armes et d'armures dont des casques.
Une hypothèse émise par les archéologues est que ces objets seraient des offrandes à la déesse Athéna et auraient pour origine la bataille d'Alalia. Ainsi certains des survivants auraient quitté la Corse et seraient venus s'installer sur le site en fondant la cité.

## Natifs célèbres d'Élée
- Parménide
- Zénon d'Élée

« L’Étranger » (Ξένος) du dialogue de Platon Le Politique
- Trebatius Testa

## Sources
- Hérodote, Histoires [détail des éditions] [lire en ligne] (I, 167).